# Lyme Bay
Lyme Bay är en bukt av Engelska kanalen, på Storbritanniens sydkust. Kusten ligger i grevskapen Devon och Dorset i södra England.